# Pero stolidata
Pero stolidata är en fjärilsart som beskrevs av Achille Guenée 1858. Pero stolidata ingår i släktet Pero och familjen mätare. Inga underarter finns listade i Catalogue of Life.